# Mantehwa Lahmsombat
Mantehwa Lahmsombat (thailändisch แมนเทวา ล่ามสมบัติ, * 16. August 1981 in Khon Kaen), auch als Man (thailändisch แมน) bekannt, ist ein ehemaliger thailändischer Fußballspieler.

## Karriere
Mantehwa Lahmsombat stand von 2004 bis 2007 bei Bangkok United unter Vertrag. Wo er vorher gespielt hat, ist unbekannt. Der Verein aus der thailändischen Hauptstadt Bangkok spielte in der höchsten Liga des Landes, der Thai Premier League. 2006 wurde er mit dem Verein thailändischer Meister. 2008 wechselte er zum Erstligaaufsteiger Samut Songkhram FC nach Samut Songkhram. Ein Jahr später ging er zum ebenfalls in der ersten Liga spielenden Thailand Tobacco Monopoly FC. Die Saison 2010 stand er beim Erstligisten Osotspa-Saraburi FC unter Vertrag. 2011 verpflichtete ihn der Erstligaaufsteiger Chiangrai United aus Chiangrai. Von 2012 bis 2013 stand er beim TOT SC in Bangkok unter Vertrag. Zum ebenfalls in Bangkok beheimateten Air Force Central wechselte er 2014. Ende 2014 musste er mit der Air Force den Weg in die Zweitklassigkeit antreten. Nach dem Abstieg verließ er Bangkok und ging nach Ubon Ratchathani. Hier unterschrieb er einen Vertrag bei Ubon UMT United. Mit dem Verein spielte er in der dritten Liga, der damaligen Regional League Division 2. Hier trat er in der North/Eastern Region an. Am Ende der Saison wurde er mit dem Verein Vizemeister der Region. In den Aufstiegsspielen zur zweiten Liga belegte man den ersten Platz und stieg somit in die Thai Premier League Division 1 auf. Mit Ubon spielte er noch ein jahr in der zweiten Liga. Die Hinserie 2017 stand er beim Loei City FC in Loei im Tor. Der Verein spielte in der vierten Liga, der Thai League 4. Hier spielte Loei in der North/Eastern Region. Die Rückserie 2017 stand er beim Zweitligisten Trat FC in Trat unter Vertrag.
Am 1. Januar 2018 beendete er seine Karriere als Fußballspieler.

## Erfolge
Bangkok United
- Thai Premier League: 2006

Ubon UMT United
- Regional League Division 2 – North / East: 2015 (2. Platz)  ▲